# Silvicultrix jelskii
El pitajo de Jelski (Silvicultrix jelskii) es una especie de ave paseriforme de la familia Tyrannidae perteneciente al género Silvicultrix, anteriormente situada en Ochthoeca. Es nativo de regiones andinas del noroeste de América del Sur.

## Distribución y hábitat
Se distribuye a lo largo de la cordillera de los Andes desde el suroeste de Ecuador (Loja) y noroeste de Perú (al sur hasta Lima, en el este de La Libertad y oeste de Huánuco cruzando al lado oriental del río Marañón hacia el oeste al oeste de los Andes centrales).
Esta especie es considerada de rara a poco común, pero tal vez sea ignorada y más común, en sus hábitats naturales: los bordes de selvas montanas y crecimientos secundarios y bordes arbustivos de cursos de agua adyacentes, en altitudes ente 1300 y 3400m, generalmente a elevaciones mayores hacia el sur de su distribución.

## Sistemática

### Descripción original
La especie S. jelskii fue descrita por primera vez por el ornitólogo polaco Władysław Taczanowski en 1883 bajo el nombre científico Ochthoeca jelskii; su localidad tipo es: «Montaña de Nancho, Perú».

### Etimología
El nombre genérico femenino «Silvicultrix» en latín significa ‘aquel que habita en los bosques’; y el nombre de la especie «jelskii», conmemora al zoólogo polaco Konstanty Jelski (1838–1896).

### Taxonomía
Anteriormente fue tratada como conespecífica con Silvicultrix pulchella y ambas también fueron incluidas en Silvicultrix frontalis. Es monotípica.